# Karl Gleitz
Karl Gleitz (* 13. September 1862 in Hitzerode; † Juni 1920 in Torgau) war ein deutscher Komponist, Dirigent und Musiklehrer.

## Leben
Karl (auch Carl) Gleitz wurde zuerst von einem Stadtmusikdirektor unterwiesen und studierte sodann am  Leipziger Konservatorium sowie an der  Musikhochschule München bei Josef Gabriel Rheinberger. Später ging er nach Berlin, wo er sich in Privatstunden weiterbildete und auch Erfolge als Komponist feiern konnte. In der Spielzeit 1898/1899 führte hier der Dirigent Arthur Nikisch Gleitz' Symphonische Dichtung Fata Morgana in der Philharmonie auf. 
Ab 1902 war Gleitz in Hamburg und Kiel als Musiklehrer tätig. In Hamburg wurde 1912 seine Symphonia masonica mit drei Sätzen für großes Orchester, Chor und Soli aufgeführt, die die freimaurerische Thematik des „strebenden Menschen“ und des „inneren Tempelbaus“ kompositorisch aufgreift.

## Werke (Auswahl)
- Sechs Charakterstücke für Klavier op. 1
- Zwölf Lieder für Singstimme und Klavier op. 2
- Sonate A-Dur für Violine und Klavier op. 3
- Zwei Morceau für Orgel op. 6
- Irrlichter. Fantasie für Klavier und Orchester op. 9
- Venus und Bellona. Symphonische Dichtung für großes Orchester op. 10
- Ein musikalischer Scherz. 9 Variationen über das Thema eines Laien für Klavier op. 11
- Acht Lieder für Singstimme und Klavier op. 12
- Joss Fritz. Symphonische Dichtung für großes Orchester op. 13
- Vier Mädchenlieder für Mezzosopran und Klavier op. 14
- Vier kleine Fantasiestücke für Klavier op. 15
- Vier Lieder für mittlere Stimme und Klavier op. 20
- Beim Wein. Fünf Lieder für Bariton und Klavier op. 21
- Zwei Lieder für mittlere Stimme und Klavier op. 22
- Fünf Salonstücke für Klavier op. 25
- Vier Klavierstücke op. 26
- Vier Lieder für Mezzosopran und Klavier op. 27
- Vier Lieder für Singstimme und Klavier op. 28
- Drei Klavierstücke op. 29
- Hafbur und Signild für Soli, Chor und Orchester op. 34
- Ahasver. Symphonische Dichtung für großes Orchester
- Alberichs Drohung. Symphonische Dichtung für großes Orchester
- Fata Morgana. Symphonische Dichtung für großes Orchester
- Frühlings Erwachen. Symphonische Dichtung für großes Orchester
- Simson. Symphonische Dichtung für großes Orchester